# Magirus M 10

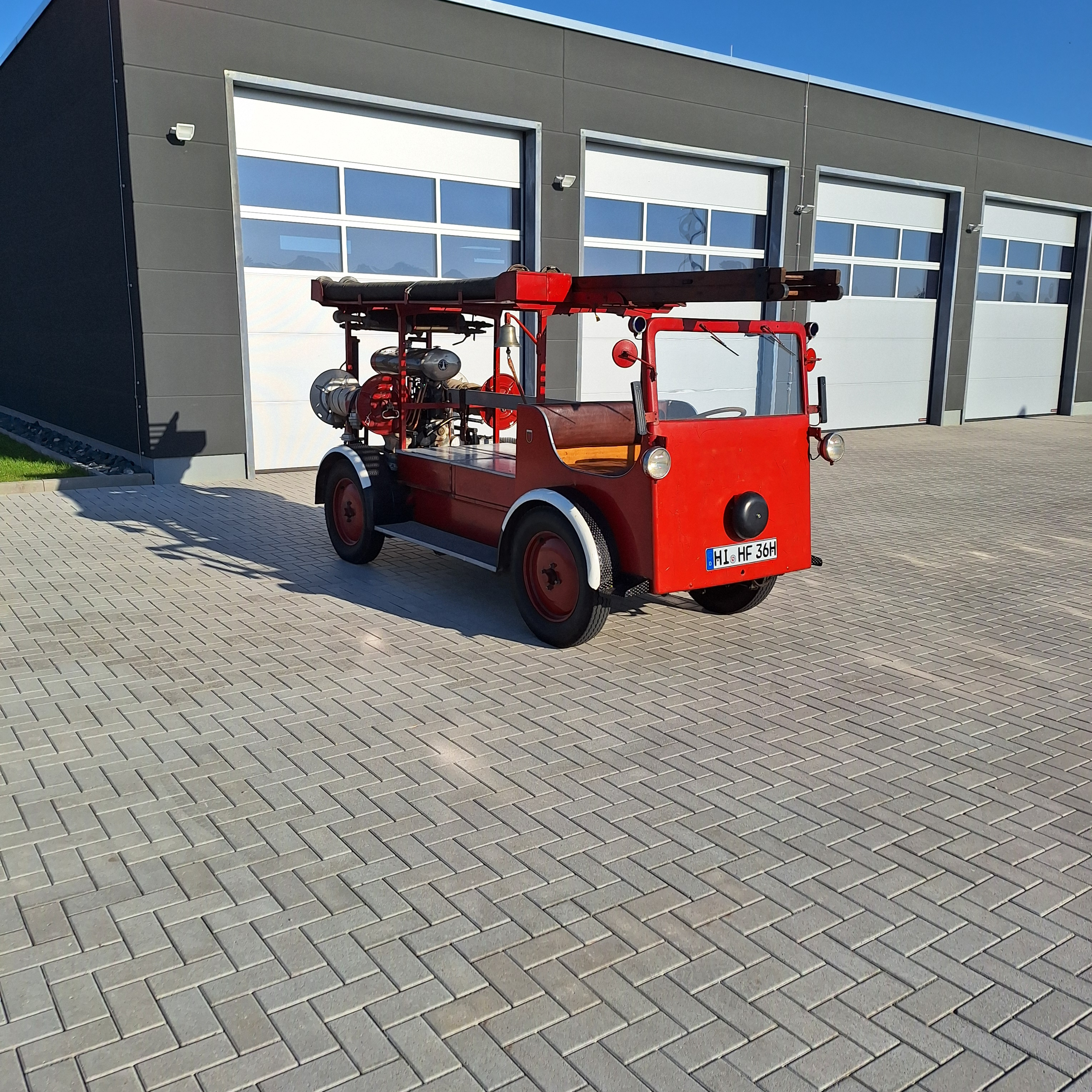
Magirus M10 als kleines Feuerwehrfahrzeug

Der Magirus M 10 war ein Kleintransporter in Frontlenkerbauweise. Magirus produzierte von diesem Typ zwischen 1933 und 1937 insgesamt 1022 Stück in 11 Baureihen. Es war der einzige Kleintransporter der Marke, einen Vorgänger oder Nachfolger gab es nicht.

## Technik
Der Rahmen des M 10 bestand aus längs fortlaufenden Pressstahlträgern mit eingeschweißten Querverstrebungen. Der Wagen hatte eine geschlossene Kabine mit standardmäßig nur einer hinten angeschlagenen Tür auf der Beifahrerseite. Für den Transport langer Ladungen war der M 10 außerdem mit einer zu öffnenden Front anstelle der Seitentür lieferbar, vergleichbar mit der auf der Fahrerseite angeschlagenen Fronttür des Mitbewerbers Goliath Atlas und des späteren Rollermobils Iso Isetta. Ebenso gab es statt des festen Dachs wahlweise ein Klappverdeck. Die Nutzlast lag je nach Aufbau bei 1 t bis 1,3 t. Neben dem Pritschenwagen wurden Kastenwagen und Feuerwehrfahrzeuge (Motorspritzenwagen und 12-Meter-Drehleiterwagen) sowie Aufbauten für das Militär hergestellt. Alle Ausführungen hatten einen Radstand von 2400 mm.
Eine Vierrad-Trommelbremse (System Perrot) wurde mechanisch über Pedal und Seilzüge betätigt; die Handbremse wirkte nur auf die Hinterräder. Die Reifengröße war 5.00–18 bzw. 5.25–18.
Unter der Sitzbank war ein luftgekühlter Zweizylinder-Zweitaktreihenmotor von ILO eingebaut, der über eine Einscheiben-Trockenkupplung, ein Dreiganggetriebe von Hurth (Tap G34T) und eine Kardanwelle die Hinterräder antrieb. Zwei Motorversionen standen zur Wahl: entweder 594 cm³ (Bohrung 69 mm, Hub 80 mm) mit 15 PS oder 665 cm³ (Bohrung 73 mm, Hub 80 mm) mit 18 PS; die Höchstleistung wurde jeweils bei 3000/min erreicht. Turbinenartig geformte Schaufeln auf dem Schwungrad des Motors lieferten die Kühlluft, die von entsprechend geformten Blechen zu den Zylindern geleitet wurde. Direkt auf der Kurbelwelle saß eine Dynastartanlage, die als Lichtmaschine und Anlasser arbeiten konnte. Zwischen dem Motor und der Sitzbank war der Tank eingebaut; er fasste 15 Liter Kraftstoff.
Die Höchstgeschwindigkeit des Transporters betrug 50 km/h.
1933 lag der Preis für einen M-10-Pritschenwagen bei  2150 RM, 1936 kostete das Fahrgestell schon mehr und der Kastenwagen 2550 RM.

## Bedeutung des M 10 für Magirus
In der Geschichte von Magirus nimmt der M 10 mit seiner kurzen Bauzeit und der geringen Stückzahl einen scheinbar unbedeutenden Platz ein. Er war jedoch wichtiger, als die Zahlen vermuten lassen. Denn er half Magirus die wirtschaftlich schwierige Zeit zu überstehen, die die Weltwirtschaftskrise ausgelöst hatte. Bestellungen großer Lkw, wie sie Magirus vor- und nachher baute, blieben weitgehend aus und ebenso ging die Nachfrage nach Fahrzeugen und Geräten im Bereich des Brandschutzes zurück, der einen großen Teil des Geschäfts von Magirus ausmachte. So war der kleine und technisch interessante M 10 eine nicht zu unterschätzende Ergänzung im Verkaufsprogramm.

## Konkurrenzmodelle
- Goliath Atlas (1932–1935)